# Is That What People Do?
Is That What People Do? (Asta fac oamenii?) este o colecție de povestiri științifico-fantastice de Robert Sheckley din 1984. A fost publicată de Holt, Rinehart and Winston.
Conține o serie de povestiri noi și altele apărute inițial în colecțiile trecute între paranteze.
- "The Language of Love" (1957, publicată inițial în Notions: Unlimited)
- "The Accountant" (1954, publicată inițial în Citizen in Space)
- "A Wind Is Rising" (1957, publicată inițial în Notions: Unlimited)
- "The Robot Who Looked Like Me" (1973, publicată inițial în The Robot Who Looked Like Me)
- "The Mnemone" (1971, publicată inițial în Can You Feel Anything When I Do This?)
- "Warm" (1953, publicată inițial în Untouched by Human Hands)
- "The Native Problem" (1956, publicată inițial în Notions: Unlimited)
- "Fishing Season" (1953, publicată inițial în The People Trap)
- "Shape" (1953, publicată inițial în  Untouched by Human Hands, cunoscută și ca "Keep Your Shape")
- "Beside Still Waters" (1953, publicată inițial în  Untouched by Human Hands)
- "Silversmith Wishes" (1977, publicată inițial în  The Robot Who Looked Like Me)
- "Fool's Mate" (1953, publicată inițial în  Shards of Space)
- "Pilgrimage to Earth" (1956, publicată inițial în  Pilgrimage to Earth, cunoscută și ca "Love, Incorporated")
- "All the Things You Are" (1956, publicată inițial în  Pilgrimage to Earth)
  - Tradusă în limba română ca „Ceea ce sîntem” de Dan Alexe, publicată în Almanah Anticipația 1986 din 1985
- "The Store of the Worlds" (1959, publicată inițial în  Store of Infinity, cunoscută și ca "The World of Heart's Desire")
- "Seventh Victim" (1953, publicată inițial în  Untouched by Human Hands)
- "Cordle to Onion to Carrot" (1969, publicată inițial în Store of Infinity)
- "The Prize of Peril" (1958, publicată inițial în Store of Infinity)
- "Fear in the Night" (1952, publicată inițial în Pilgrimage to Earth)
- "Can You Feel Anything When I Do This?" (1969, publicată inițial în Can You Feel Anything When I Do This?)
- "The Battle" (1954, publicată inițial în Citizen in Space)
- "The Monsters" (1953, publicată inițial în Untouched by Human Hands)
- "The Petrified World" (1968, publicată inițial în Can You Feel Anything When I Do This?)
- "Is THAT What People Do?" (1978, publicată inițial în  The Robot Who Looked Like Me)

Povestirile care nu au apărut anterior în alte colecții sunt:  
- "Meanwhile, Back at the Bromide" (1962)
- "Five Minutes Early" (1982)
- "Miss Mouse and the Fourth Dimension" (1982)
- "The Skag Castle" (1956)
- "The Helping Hand" (1981)
- "The Last Days of (Parallel?) Earth" (1980)
- "The Future Lost" (1980)
- "Wild Talents, Inc." (1953)
- "The Swamp" (1981)
- "The Future of Sex: Speculative Journalism"(1982)
- "The Life of Anybody" (1984)
- "Good-Bye Forever to Mr. Pain" (1979)
- "The Shaggy Average American Man Story" (1979)
- "The Shootout in the Toy Shop" (1981)
- "How Pro Writers Really Write—Or Try To" (1982)

## Legături externe
- en  Istoria publicării lucrării Is That What People Do? la Internet Speculative Fiction Database